# غرهام بوند
غرهام بوند (بالإنجليزية: Grahame Bond)‏ هو ملحن وكاتب سيناريو أسترالي، ولد في 21 نوفمبر 1943.

## وصلات خارجية
- غرهام بوند على موقع IMDb (الإنجليزية)
- غرهام بوند على موقع قاعدة بيانات الفيلم (الإنجليزية)